# Sead Šehović
Sead Šehović (serbisch-kyrillisch Сеад Шеховић; * 22. August 1989 in Bijelo Polje, SR Montenegro) ist ein montenegrinischer Basketballspieler. Šehović gewann in jungen Jahren mit dem dominierenden montenegrinischen Verein KK Budućnost aus der Hauptstadt Podgorica viermal das nationale Double. Anschließend wechselte der Nationalspieler 2011 in die deutsche Basketball-Bundesliga zu den EWE Baskets aus Oldenburg. Nachdem er dort in seiner Entwicklung nicht weiter vorankam, spielte er ein Jahr beim ungarischen Double-Gewinner Szolnoki Olaj KK, die ihre Titel jedoch nicht verteidigen konnte. Im Oktober 2013 wurde er von seinem ehemaligen Oldenburger Trainer Predrag Krunić in die Bundesliga zu medi Bayreuth zurückgeholt. Sein zwei Jahre älterer Bruder Suad Šehović ist ebenfalls montenegrinischer Basketballnationalspieler.

## Karriere
Šehović startete seine professionelle Karriere mit 17 Jahren beim bosnischen Meister KK Bosna aus Sarajevo, für den bereits sein Bruder spielte. Die Mannschaft konnte ihren Titel nicht verteidigen und Sead Šehović wechselte zurück in seine montenegrinische Heimat zum Double-Gewinner KK Budućnost Podgorica, der auch in den folgenden vier Jahren seine Titel verteidigen konnte. 2011 holte ihn der aus Bosnien stammende Trainer Predrag Krunić in die Basketball-Bundesliga zu den EWE Baskets Oldenburg. Die Mannschaft blieb jedoch in der Basketball-Bundesliga 2011/12 hinter den Erwartungen zurück und konnte sich nicht für die Play-offs um die Meisterschaft qualifizieren. Neben Trainer Krunić musste auch Šehović, der mit durchschnittlich knapp zwölf Minuten Einsatzzeit hinter den Erwartungen zurückblieb, anschließend den Verein verlassen. Šehović spielte in der Saison 2012/13 im ungarischen Szolnok für den Double-Gewinner Olaj KK. Olaj KK verpasste jedoch in jener Saison das dritte Double in Folge. Im Sommer 2013 nahm er mit der Herren-Nationalmannschaft, in der er bereits 2009 debütiert hatte, an der EM-Endrunde 2013 in Slowenien teil, wo die montenegrinische Mannschaft nach zwei Siegen in fünf Vorrundenspielen jedoch erneut in der ersten Gruppenphase ausschied. Im Oktober 2013 wurde Šehović dann von Trainer Krunić, der mittlerweile den Erstligisten aus Bayreuth trainierte, zurück in die deutsche Bundesliga geholt als befristeter Ersatz für den verletzten Bryan Bailey. Trotz teilweise ordentlicher Leistungen konnte er mit seinen Mannschaftskameraden nicht verhindern, dass man auf die Abstiegsplätze abrutschte, weshalb sein Vertrag zum Jahresende nicht verlängert wurde. Šehović wechselte daraufhin zu KK MZT ins mazedonische Skopje, wo er auch wieder in der supranationalen ABA-Liga spielt.